# Knut Losen
Knut Losen (* 1. Juli 1968) ist ein deutscher Filmproduzent.
Knut Losen studierte Jura in München und war nebenher als 1. Aufnahmeleiter, Produktionsleiter und Herstellungsleiter bei diversen Kino- und Fernsehproduktionen tätig. 1998 gründete er die Werbefilmproduktion Palladium Commercials. Seit 2007 ist er mit Melanie Andernach Geschäftsführer und Gesellschafter der Filmproduktionsfirma Made in Germany in Köln.
2024 wurde er für den Film Sieben Winter in Teheran in der Kategorie Bester Dokumentarfilm mit dem Deutschen Filmpreis ausgezeichnet, in der er ebenfalls mit dem Film Vergiss Meyn Nicht nominiert war. Mit der Editorin Nicole Kortlüke gewann Sieben Winter in Teheran zudem in der Kategorie Bester Schnitt.

## Filmografie
- 1993: Texas – Doc Snyder hält die Welt in Atem
- 1994: Wachtmeister Zumbühl
- 2008: Die Dinge zwischen uns
- 2013: Schnee von gestern
- 2014: Die Abmachung
- 2014: Die letzten Gigolos
- 2015: Censored Voices
- 2017: 1000 Arten Regen zu beschreiben
- 2018: Dark Eden – Der Albtraum vom Erdöl
- 2021: Endlich Unendlich
- 2023: Sieben Winter in Teheran
- 2023: Vergiss Meyn Nicht